# Pohjoisesplanadi 37
L'Immeuble Pohjoisesplanadi 37 est un bâtiment historique de la Pohjoisesplanadi à Helsinki en Finlande.

## Histoire
En 1839, on construit un bâtiment en pierre de style Empire. 
En 1881, Theodor Höijer y ajoute des vitrines au rez-de-chaussée et modifie la façade.
En 1890-1891, Konstantin Kiseleff ajoute deux étages à l'édifice et en même temps on construit une petite aile dans la cour.
Dans les années 1890, la cour est entourée d'ailes selon les plans de Konstantin Kiseleff et les modifications de Elia Heikel et Selim A. Lindqvist,.
En 1910-1911, on construit un cinéma au rez-de-chaussée selon les plans de Knut Wasastjerna et Gustaf Adolf Lindberg (sv). 
En 1930, le cabinet Borg, Sirén & Åberg on ajoute un troisième niveau, on rénove les autres étages et on installe des ascenseurs.
Depuis on n'a opéré que de légères modifications aux étages des boutiques,.